# Vrchoslavice
Vrchoslavice jsou obec v okrese Prostějov v Olomouckém kraji. Žije zde 612 obyvatel. Součástí obce je i vesnice Dlouhá Ves.

## Historie
První písemná zmínka o obci pochází z roku 1351.

## Obyvatelstvo

### Struktura
Vývoj počtu obyvatel za celou obec i za její jednotlivé části uvádí tabulka níže, ve které se zobrazuje i příslušnost jednotlivých částí k obci či následné odtržení.
| Místní části   | Místní části      | 1869 | 1880 | 1890 | 1900 | 1910 | 1921 | 1930 | 1950 | 1961 | 1970 | 1980 | 1991 | 2001 | 2011 | 2021 |
| -------------- | ----------------- | ---- | ---- | ---- | ---- | ---- | ---- | ---- | ---- | ---- | ---- | ---- | ---- | ---- | ---- | ---- |
| Počet obyvatel | část Vrchoslavice | 427  | 490  | 549  | 555  | 597  | 588  | 620  | 555  | 652  | 618  | 612  | 605  | 604  | 592  | 583  |
| Počet domů     | část Vrchoslavice | 84   | 104  | 110  | 111  | 119  | 125  | 143  | 153  | 151  | 158  | 158  | 182  | 184  | 191  | 203  |

## Obecní správa

### Části obce
- Vrchoslavice
- Dlouhá Ves

### Obecní symboly
Znak a vlajka byly obci uděleny rozhodnutím předsedy Poslanecké sněmovny Parlamentu České republiky dne 14. ledna 2000.

## Pamětihodnosti
- Kostel svatého Michala
- Socha svatého Floriána na návsi

## Osobnosti
- Jaroslav Vaculík (1921–1995), architekt

## Doprava
Územím obce prchází dálnice D1 a silnice I/47 v úseku Vyškov - Kroměříž. Dále zde vedou silnice III. třídy:
- III/43319 Vrchoslavice - Němčice nad Hanou
- III/43325 Dlouhá Ves - Měrovice nad Hanou
- III/43332 Dlouhá Ves - Vitčice

## Fotogalerie

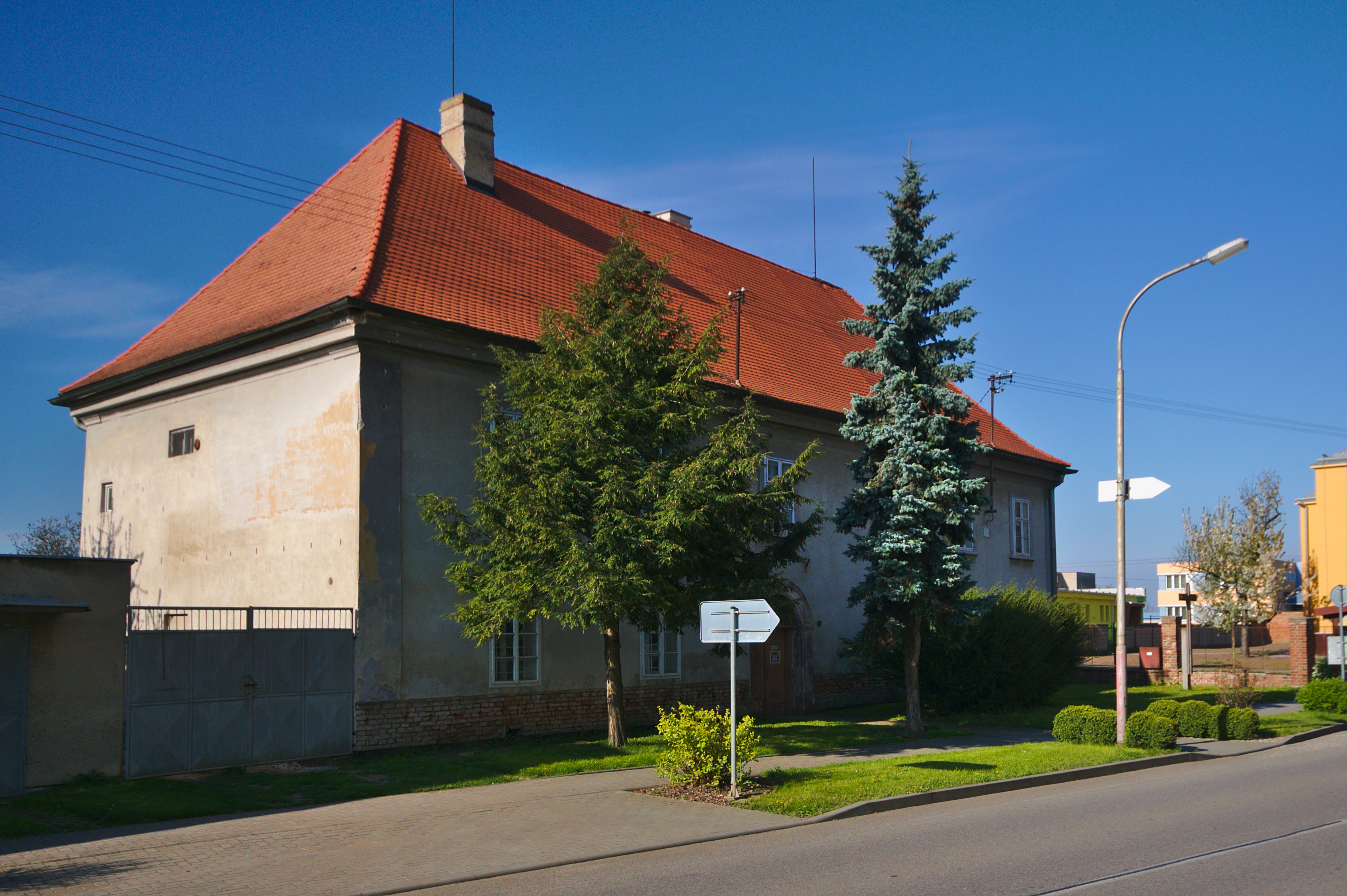
Fara
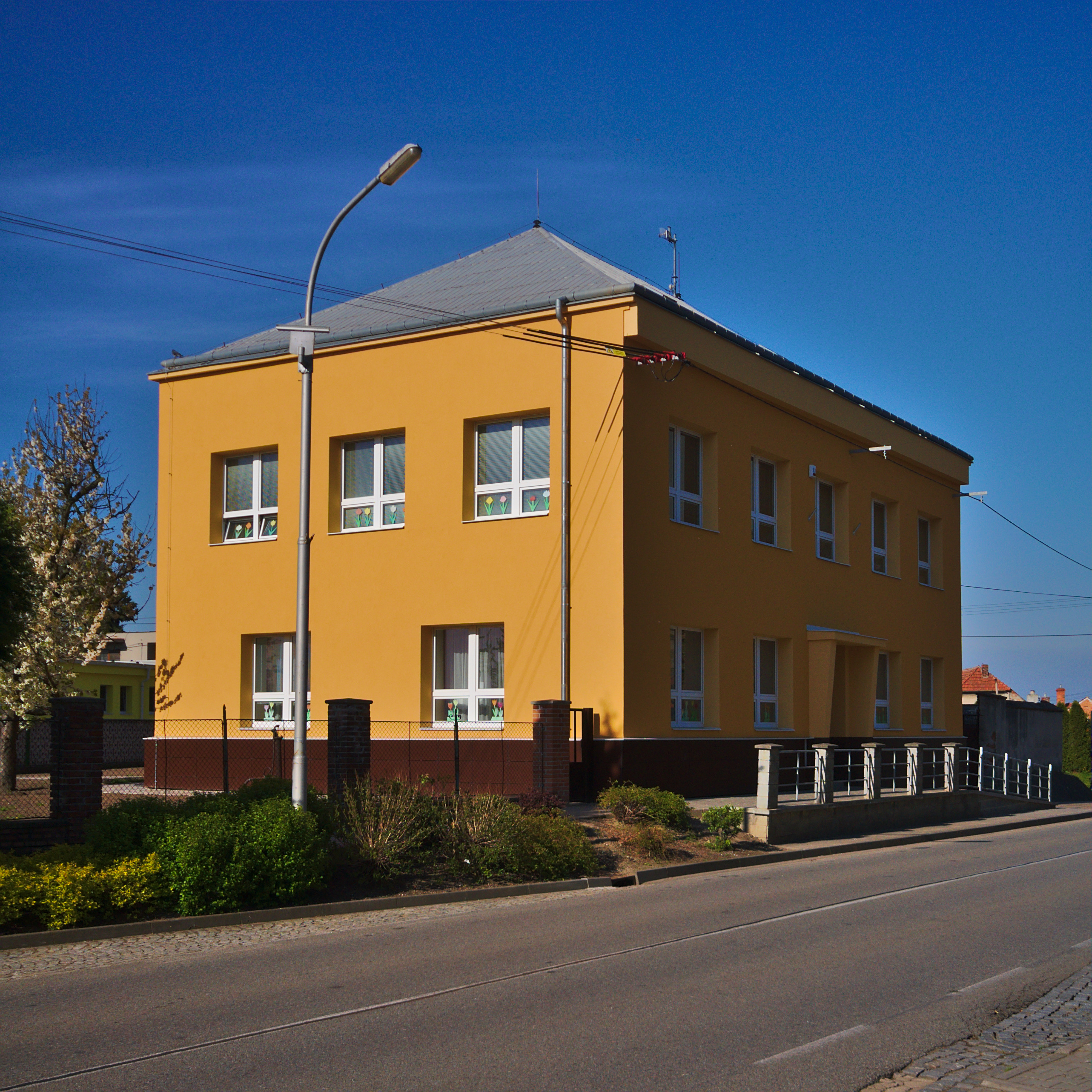
Škola
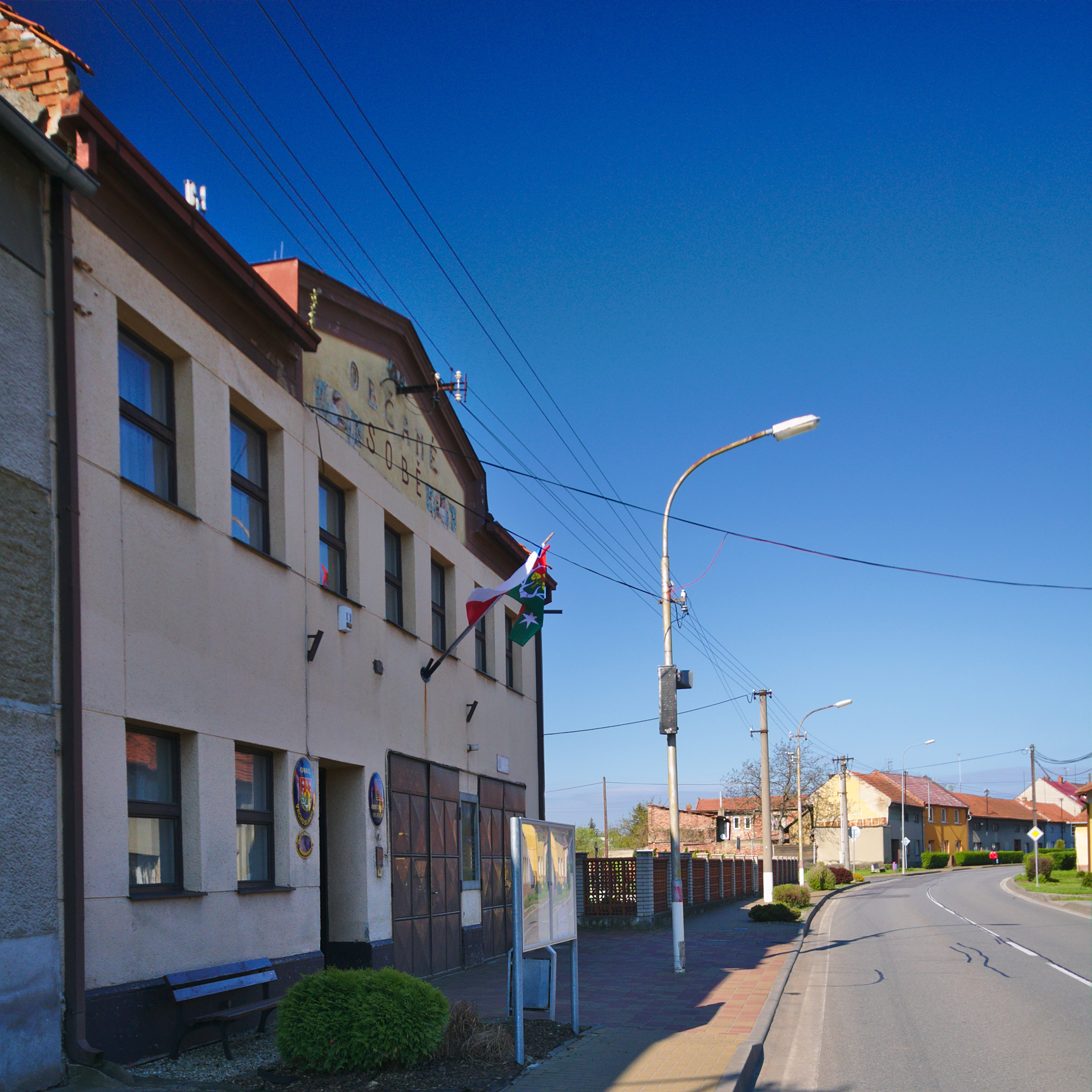
Obecní úřad a hasičská zbrojnice
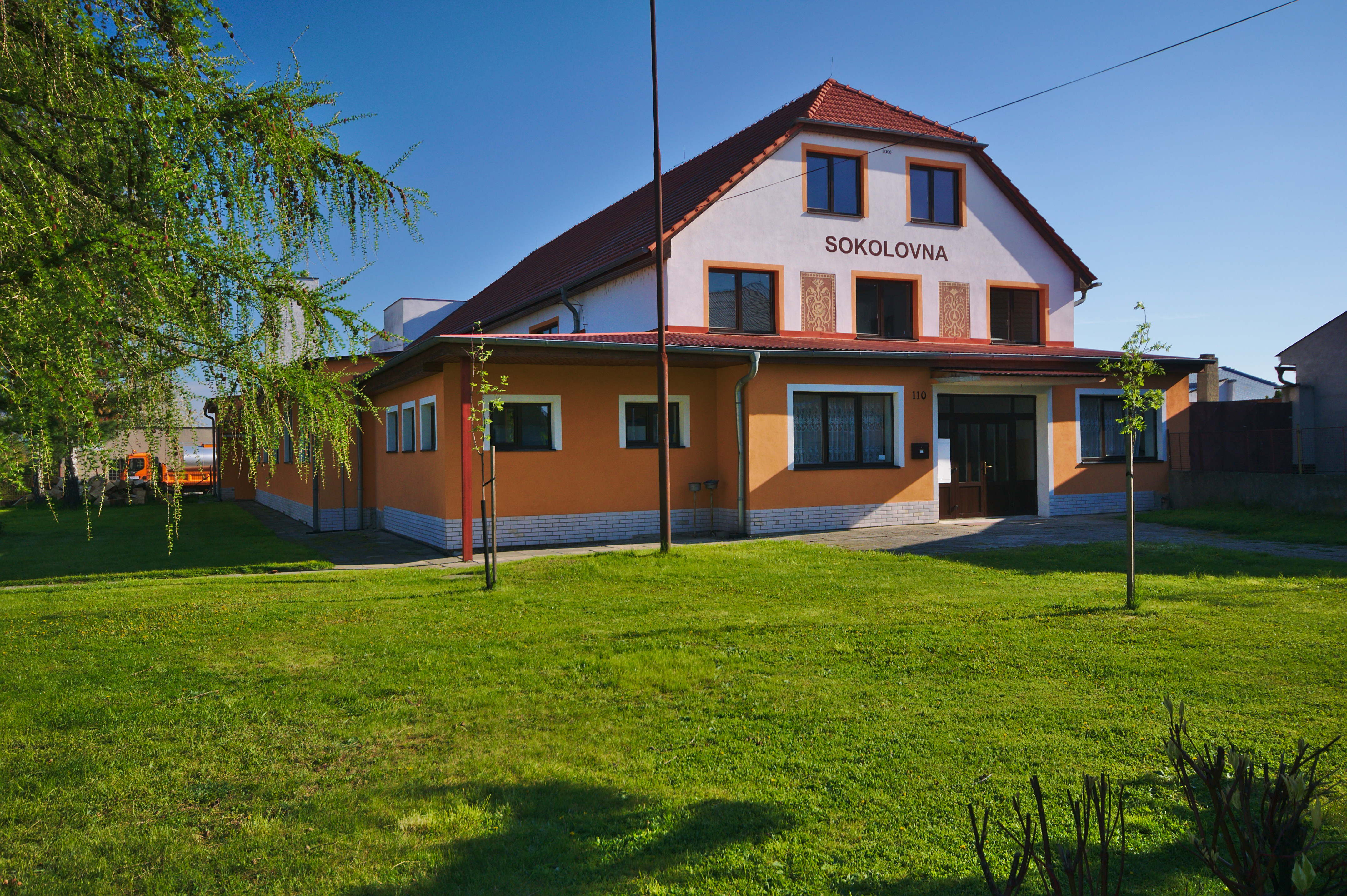
Sokolovna
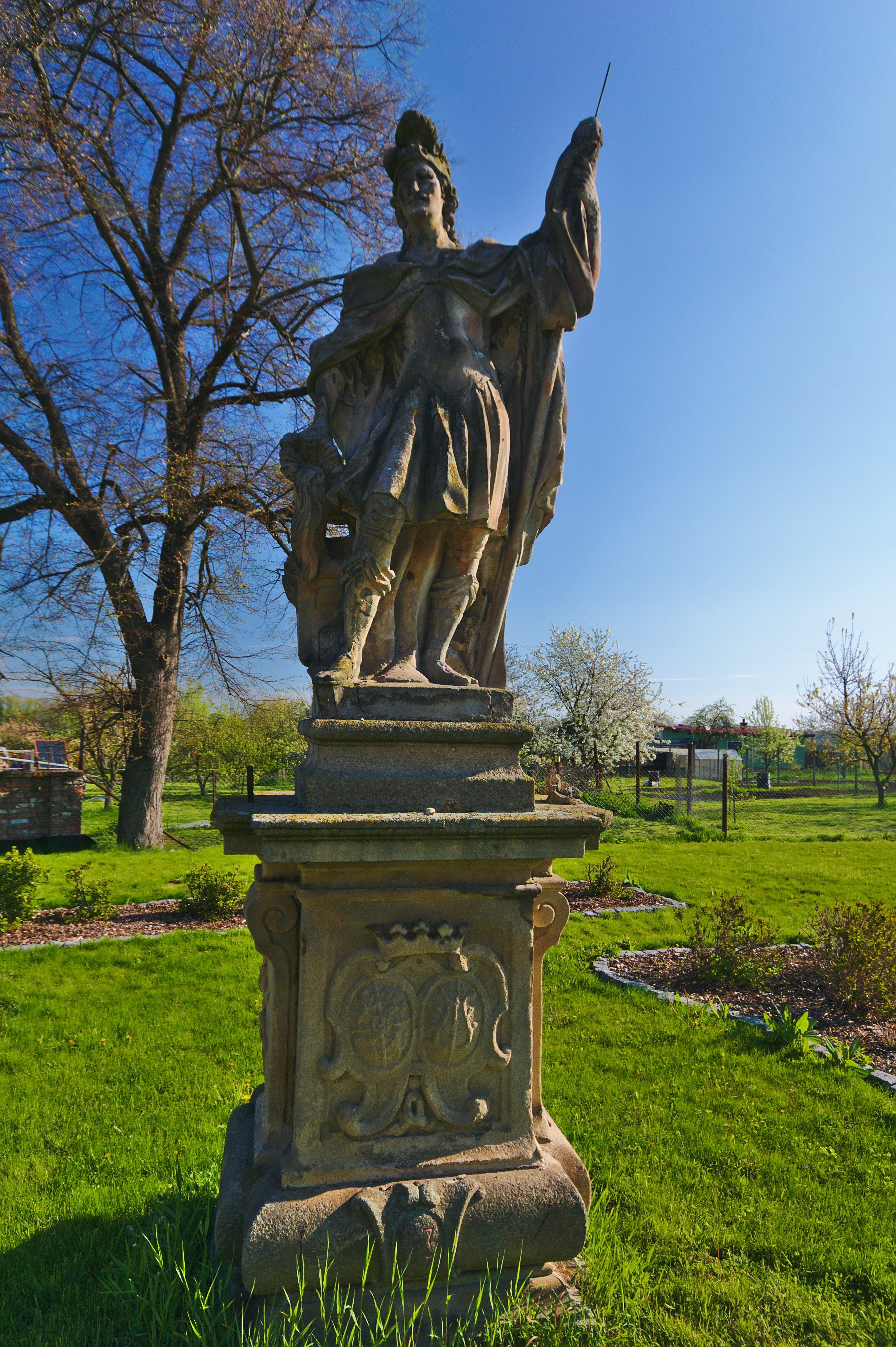
Socha svatého Floriána
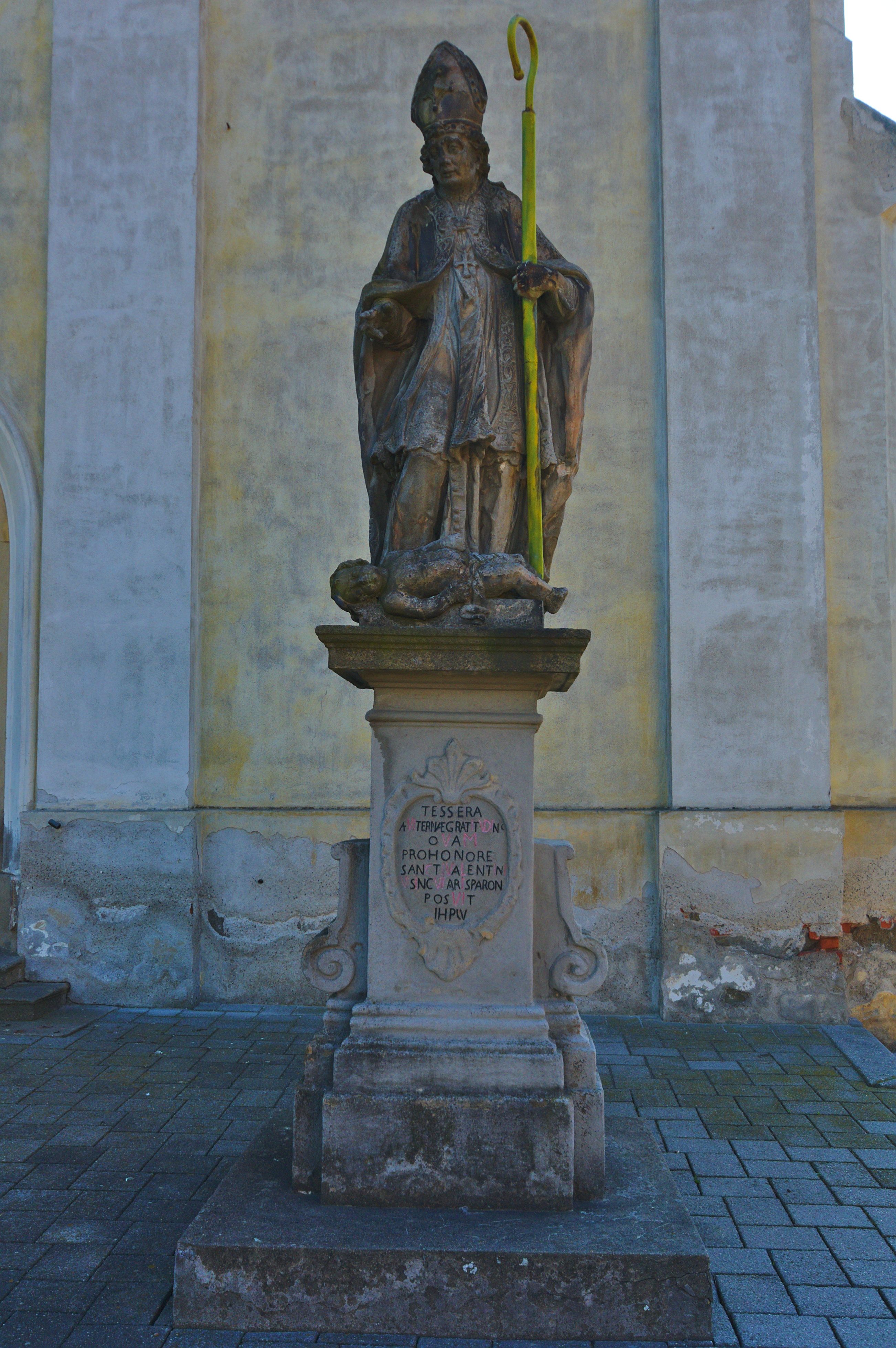
Socha před kostelem
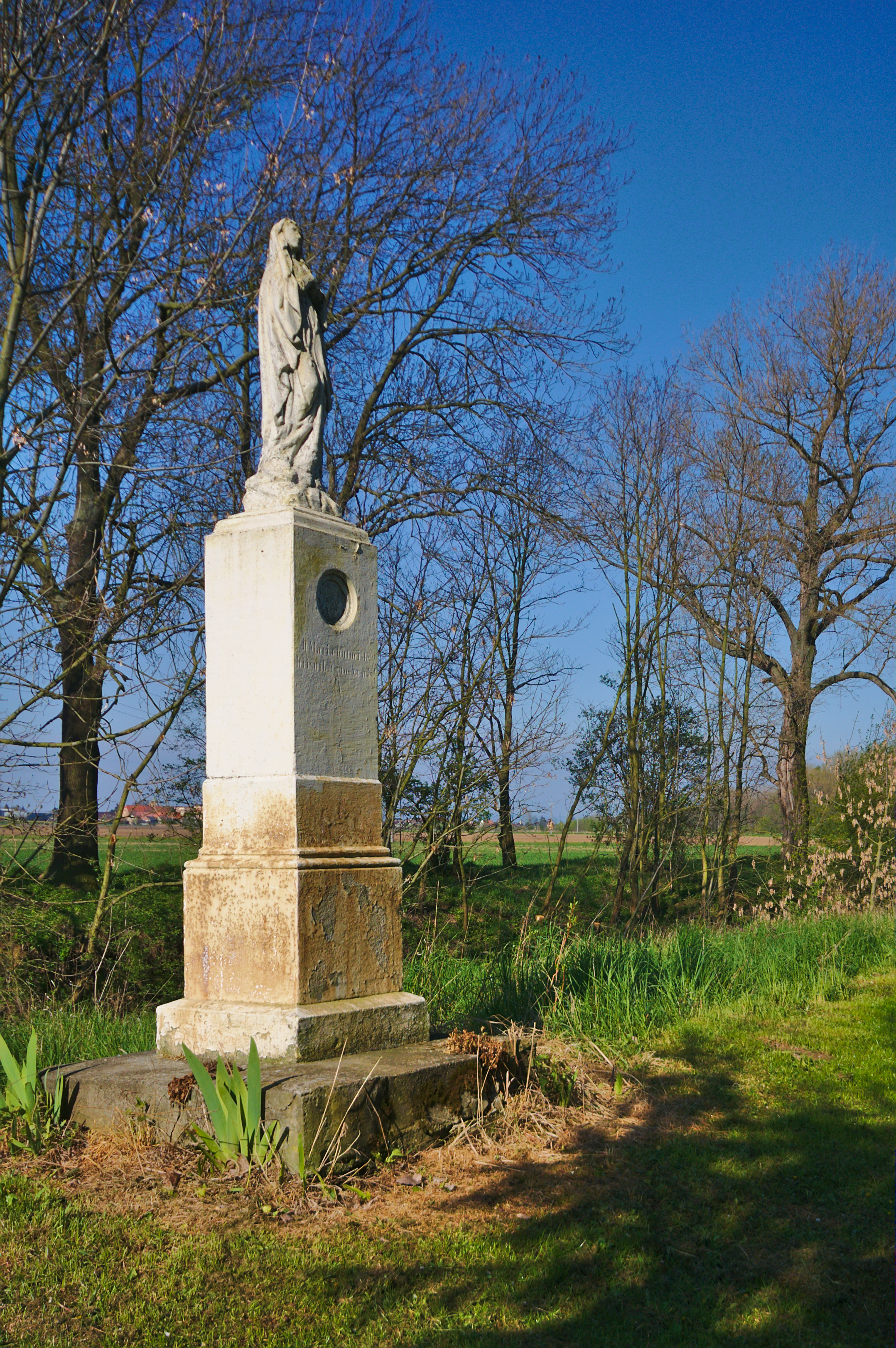
Socha Panny Marie u říčky Hané